# Calissons

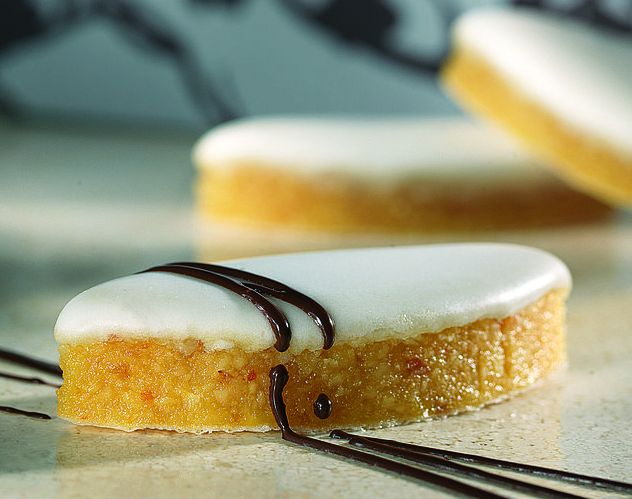
Lukrowane calissons z dodatkiem polewy czekoladowej

Calissons – słodycze charakterystyczne dla prowansalskiej kuchni regionalnej, wykonywane z umieszczonej na spodzie z wafla masy migdałowej i rozdrobnionych kandyzowanych owoców, z dodatkiem likieru pomarańczowego.
Głównym ośrodkiem produkcji calissons we Francji jest miasto Aix-en-Provence.
Najstarsze pewne wzmianki o słodyczach typu calissons znajdują się m.in. w XVI-wiecznym traktacie Oliviera de Serresa, pana du Pradel "Le théâtre d'agriculture et mésnage des champs" (pol. "Teatr rolnictwa i uprawy pól") oraz w XVII-wiecznej korespondencji Marii de Rabutin-Chantal, pani de Sévigné.